# Lissonota fenella
Lissonota fenella là một loài tò vò trong họ Ichneumonidae.